# Rolled Homogeneous Armour
Rolled Homogeneous Armour equivalency (zkráceně RHAe, někdy také (nesprávně)[zdroj⁠?!] „RHA“) je údaj, vyjadřující odolnost pancíře bojového vozidla za pomoci odolnosti standardního pancíře z válcované oceli jakožto reference: představuje tloušťku, jakou by musel mít homogenní pancíř z oceli (RHA), aby zaručil vozidlu stejnou ochranu.
Potřeba takového srovnávacího údaje vyvstala se vznikem vrstvených a kompozitových pancířů (chobham, komorové pancéřování), které zaručovaly při menší tloušťce vyšší ochranu než pancíře z homogenní oceli.
Různé druhy tankové munice se ale při dopadu na pancíř chovají různě a mají různou účinnost/průbojnost různými vrstvami pancíře, takže se udává RHAe pro každý druh munice (působící kinetickou nebo chemickou energií) zvlášť. Například u amerického tanku M1A2 SEP se udává RHA ekvivalent pro čelo věže a munici typu HEAT (kumulativní, působí chemická energie) okolo 1300 - 1620 mm - to znamená, že pro dosažení odpovídajícího efektu by musel mít pancíř z oceli tlustý 1,3 metru. Pro „sabot“ (podkaliberní munice působící pouze kinetickou energií) se ale udává ekvivalent jen 940 - 960 mm RHA.
Důležité je, že údaje o tloušťce pancíře patří k nejvíce utajovaným skutečnostem - proto jsou jakékoli takové údaje o tancích starších než cca 40 let neověřené[zdroj⁠?!], zpravidla též neověřitelné a založené na odhadech. Typicky jsou civilními analytiky vyhodnoceny fotografie zničené vojenské techniky v nějakém tažení, je vyhodnoceno, jakou municí toho bylo dosaženo a pokud je známa účinnost munice, dá se odhadnout maximální RHAe pancíře v místě průrazu. 
Dalším důležitým faktorem je místo dopadu - RHAe se musí udávat zvláště pro různé části bojového vozidla - nejčastěji se udává trojice údajů čelo věže (bývá největší vzhledem k největší pravděpodobnosti zásahu) - čelo korby - spodek přední části korby. V angličtině se jedná o označení „turret“ či „turret face“ pro čelo věže, „glacis“ pro čelo korby a „lower front hull“ pro spodní část korby. Je možné, že značení AČR těchto částí se od výše uvedených liší.[zdroj⁠?!]